# Sylt (commune)
Sylt est une commune d'Allemagne, située sur l'île de même nom, dans le land du Schleswig-Holstein et l'arrondissement de Frise-du-Nord. Elle est issue de la fusion, qui a eu lieu le 1er janvier 2009, de la commune de Westerland avec les localités de Sylt-Ost et de Rantum. Le territoire de la commune occupe 60 % de la surface de l'île et regroupe 70 % des habitants de celle-ci.

## Quartiers(Ortsteile)

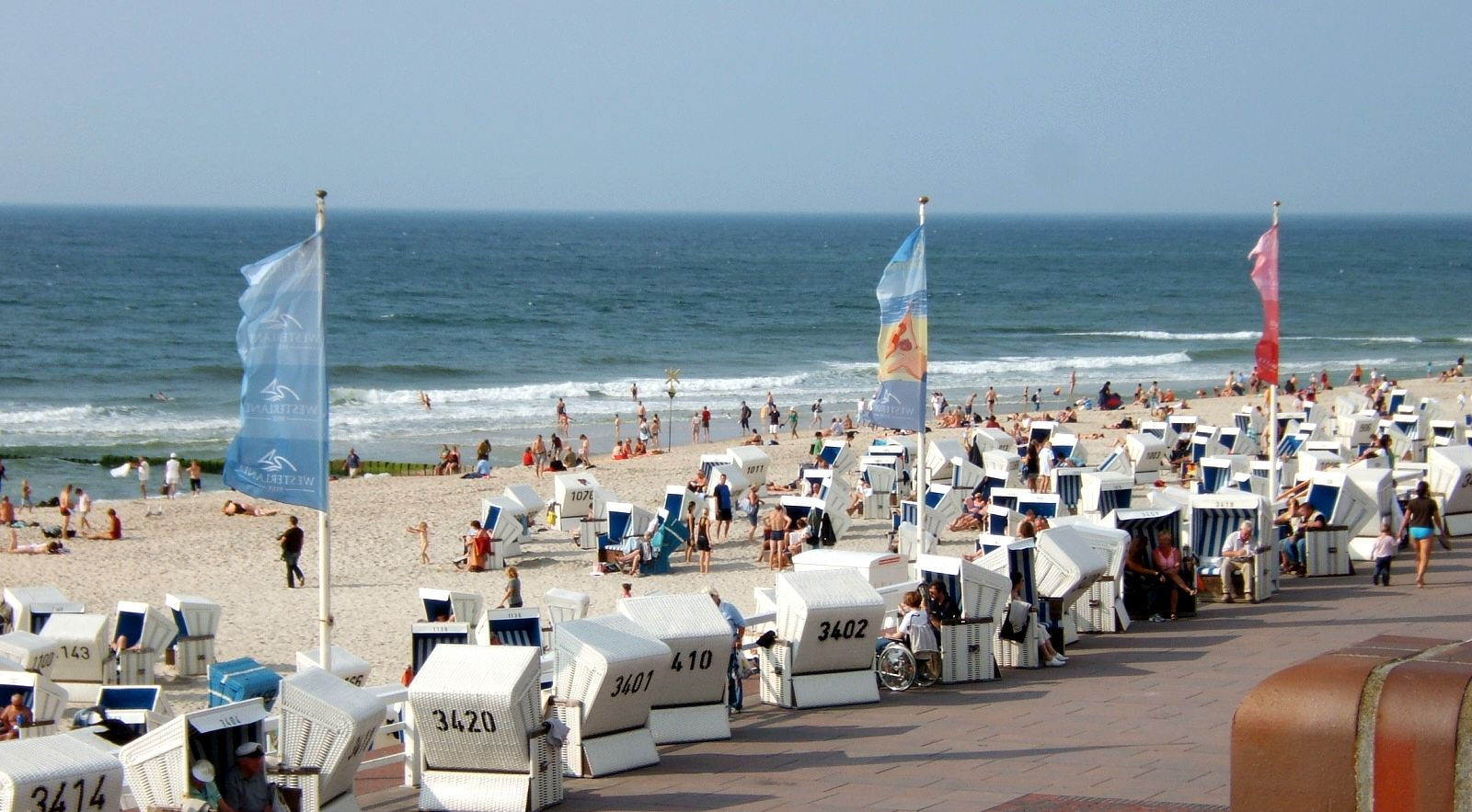
La plage de Westerland.

- Archsum
- Keitum
- Morsum
- Munkmarsch
- Rantum
- Tinnum
- Westerland

## Personnalités liées à la ville
- Gustav Jenner (1865-1920), compositeur né à Keitum.
- Andreas Dirks (1865-1922), peintre né à Tinnum.
- Heinz Reinefarth (1903-1979), général SS à l'époque de la seconde guerre mondiale, chef de la SS et de la Police dans le Reichsgau Wartheland, pendant l'année 1944, et également un des généraux allemands ayant commandé la répression de l'insurrection de Varsovie à la fin de l'été 1944. A vécu et est mort à Westerland.
- Boy Lornsen (1922-1995), sculpteur né et mort à Keitum.